# Miguel Arce
Miguel Arce Samame (Lima, 19 de julio de 1984) es un actor y personalidad de televisión peruano, que ha desarrollado su carrera artística en series y telenovelas, incluyendo sus participaciones en realitys show.

## Biografía
Proveniente de una familia de clase media alta, es hijo de Luis Miguel Arce Gracey y Mónica Samame Echeandia.[cita requerida] Tras acabar la secundaria, estudió teatro en los Talleres de Formación Actoral de Ramón García y más tarde, en la Academia Diez Talentos, bajo la dirección del actor Bruno Odar.
Arce comenzó su carrera artística a los diecinueve años, participando en el reparto principal de la telenovela Besos robados en 2004. Sin embargo, debido a problemas personales, se retiró de la actuación.
Pero no fue hasta el año 2011, cuando alcanzaría al estrellato haciendo una breve participación en la serie televisiva Al fondo hay sitio con el personaje de Lucas Boggio, el pretendiente de Fernanda de las Casas y rival del protagonista Joel Gonzáles, quién le apoda como «Thor».
Como personalidad de televisión, se incorpora al reality show de competencia física Combate a partir de 2011 en el rol de competidor, retomando más tarde en los derivados Esto es guerra, Calle 7 y Titanes los años siguientes 2013 y 2014. Además, fue coconductor junto a Gisela Valcárcel en el concurso El gran show en 2016.
Sin dejar de lado a su faceta actoral, Arce protagoniza, con el exfutbolista y también actor Paco Bazán, la obra de teatro Dos inverti2, donde ambos interpretaban a una pareja homosexual en 2012. Años más tarde, participó en la película Locas y atrapadas como Jorge en 2014 y retoma el protagónico con la telenovela De millonario a mendigo en 2015, bajo el personaje de Bruno Santisteban, un joven acaudalado que perdería todo tras el accidente automovilístico de su madre. En este trama compartiría el rol junto a la actriz Cindy Díaz.
Tras terminar sus proyectos como actor en su país, Arce se muda a México en el año 2017.Según en su entrevista para el portal Infobae, Arce contó que los problemas dentro de sus papeles en producciones locales fueron la causa de su salida del Perú.
Al año siguiente, antagoniza la telenovela La jefa del campeón en el papel de Crisósforo y participa en algunos capítulos de la serie mexicana Como dice el dicho como los personajes del Amante y Pablo en los capítulos «Lo que está por pasar, pasará» y «Cada gallina a su gallinero» respectivamente; así como en las otras producciones La rosa de Guadalupe como Sam, en el episodio «El otro», y Esta historia me suena como Pepe, en «Decide por mi».
Previo a ello, viaja a España para sumarse al reparto principal de la película biográfica Jesús, el hijo de Dios del cineasta Rafael Lara en 2016; personificando el personaje bíblico Barrabás, un bandido quién fue liberado de la crucifixión en épocas de Jesús de Nazaret. En la trama, compartiría roles con el protagonista Julián Gil.
Además, Arce participó en el videoclip del tema musical «La cumbia de despedida», interpretada por la artista peruana Stephanie «Tefi» Valenzuela. Ya para 2022, Arce participó en la serie romántica Madre sólo hay dos como Omar, un hombre homosexual, para la plataforma Netflix, y en la otra producción Te acuerdas de mí como rol principal, bajo el personaje de un gigoló. Al año siguiente, fue participante del programa competitivo Reto 4 elementos sin éxito.

## Filmografía

### Televisión
| Año       | Título                  | Rol                   | Notas                                                     | Emisión                 | País           | Ref.                 |
| --------- | ----------------------- | --------------------- | --------------------------------------------------------- | ----------------------- | -------------- | -------------------- |
| 2004      | Besos robados           | César                 | Rol principal y debut actoral                             | Panamericana Televisión | Perú           | [ 1 ]                |
| 2011      | Al fondo hay sitio      | Lucas Boggio / «Thor» | Rol antagónico recurrente                                 | América Televisión      | Perú           | [ 5 ]                |
| 2011-2012 | Combate                 | Él mismo              | Competidor                                                | ATV                     | Perú           | [ 6 ]                |
| 2014-2015 | Combate                 | Él mismo              | Competidor                                                | ATV                     | Perú           | [ 6 ]                |
| 2013      | Esto es guerra          | Él mismo              | Competidor                                                | América Televisión      | Perú           | [ 27 ]               |
| 2014      | Titanes                 | Él mismo              | Competidor                                                | Latina Televisión       | Perú           | [ 28 ] [ 29 ]        |
| 2014      | Calle 7 Perú            | Él mismo              | Competidor                                                | Latina Televisión       | Perú           | [ 8 ]                |
| 2015      | De millonario a mendigo | Bruno Santisteban     | Rol protagónico                                           | Latina Televisión       | Perú           | [ 14 ]               |
| 2015      | Fábrica de sueños       | Él mismo              | Participante de la secuencia Vidas extremas               | ATV                     | Perú           | [ 30 ]               |
| 2016      | El gran show            | Él mismo              | Copresentador                                             | América Televisión      | Perú           | [ 10 ]               |
| 2017      | Como dice el dicho      | Amante                | Rol principal (Capítulo: «Lo que está por pasar, pasará») | Las Estrellas           | México         | [cita requerida]     |
| 2018      | Como dice el dicho      | Pablo                 | Rol protagónico (Capítulo: «Cada gallina a su gallinero») | Las Estrellas           | México         | [ 31 ]               |
| 2018      | La jefa del campeón     | Crisósforo            | Rol antagónico secundario                                 | Las Estrellas           | México         | [ 17 ]               |
| 2019      | Esta historia me suena  | Pepe                  | Rol antagónico principal (Capítulo: «Decide por mi»)      | Las Estrellas           | México         | [ 20 ]               |
| 2020      | La rosa de Guadalupe    | Sam                   | Rol protagónico (Capítulo: «El otro»)                     | Las Estrellas           | México         | [ 32 ] [ 33 ]        |
| 2021      | Vecinos                 | Apolonio Pérez        | Rol de invitado especial                                  | Las Estrellas           | México         | [cita requerida]     |
| 2022      | Te acuerdas de mí       | Gigoló                | Rol principal                                             | Las Estrellas           | México         | [ 25 ]               |
| 2022      | Madre sólo hay dos      | Omar                  | Rol principal                                             | Las Estrellas           | México         | [ 24 ]               |
| 2023      | Reto 4 elementos        | Él mismo              | Competidor (Temporada 4)                                  | Canal 5                 | México         | [ 34 ] [ 35 ] [ 26 ] |
| 2023      | Amor y fuego            | Él mismo              | Invitado especial                                         | Willax Televisión       | Perú           | [ 36 ]               |
| 2024      | Los 50                  | Él mismo              | Concursante                                               | Telemundo               | Estados Unidos | [ 37 ]               |
| 2025      | El gran chef famosos    | Él mismo              | Concursante                                               | Latina Televisión       | Perú           | [cita requerida]     |

### Teatro
| Año  | Título       | Rol                         | Notas           | País | Ref.   |
| ---- | ------------ | --------------------------- | --------------- | ---- | ------ |
| 2012 | Dos inverti2 | Uno de la pareja homesexual | Rol protagónico | Perú | [ 12 ] |

### Cine
| Año  | Título                 | Rol      | Notas          | País   | Ref.             |
| ---- | ---------------------- | -------- | -------------- | ------ | ---------------- |
| 2009 | Máncora                |          | Rol secundario | Perú   | [cita requerida] |
| 2014 | Locas y atrapadas      | Jorge    | Rol principal  | Perú   | [ 13 ]           |
| 2016 | Cementerio general 2   |          | Rol principal  | Perú   | [cita requerida] |
| 2016 | Jesús, el hijo de Dios | Barrabás | Rol principal  | España | [ 21 ]           |